# Netzwerkdurchsetzungsgesetz
Das Netzwerkdurchsetzungsgesetz (NetzDG), umgangssprachlich auch Facebook-Gesetz genannt, ist ein deutsches Gesetz, das bußgeldbewehrte Compliance-Regeln für Anbieter sozialer Netzwerke betreffend den Umgang mit Nutzer-Beschwerden über Hasskriminalität und andere strafbare Inhalte im Netz sowie eine vierteljährliche Berichtspflicht der Anbieter enthielt, außerdem Opfern von Persönlichkeitsverletzungen im Internet einen Anspruch auf Auskunft über Bestandsdaten des Verletzers aufgrund gerichtlicher Anordnung eröffnete.
Das Gesetz reagierte auf die Verbreitung von sogenannter Hasskriminalität und anderen strafbaren Inhalten vor allem in sozialen Netzwerken wie Facebook, YouTube und Twitter (später X). So werden Anbietern von sozialen Netzwerken im Anwendungsbereich des NetzDG einige Pflichten auferlegt: Berichtspflichten, Einrichten eines Beschwerdemanagements sowie die Pflicht zur Benennung von Zustellungsbevollmächtigten und Empfangsberechtigten. Im Rahmen des Beschwerdemanagements geht es im Kern darum, dass Anbieter sozialer Netzwerke dazu verpflichtet werden, rechtswidrige Inhalte im Sinne des NetzDG nach Kenntnis und Prüfung zu entfernen oder den Zugang zu ihnen zu sperren. Das NetzDG wurde als Art. 1 des gleichnamigen Mantelgesetzes verkündet. Art. 2 enthält eine Änderung des Telemediengesetzes.
Das Gesetz trat am 1. Oktober 2017 in Kraft. Überwiegende Teile des Gesetzes wurden am 13. Mai 2024 außer Kraft gesetzt und durch das Digitale-Dienste-Gesetz abgelöst, das NetzDG regelt aber z. B. noch die Zuständigkeit für Bußgeldverfahren, die vor dem 17. Februar 2024 eingeleitet wurden.

## Hintergrund
2015 wurde vom Bundesministerium der Justiz und für Verbraucherschutz eine Arbeitsgruppe zum Umgang mit strafbaren Inhalten in sozialen Netzwerken gebildet, die aus Vertretern der Internetanbieter und zivilgesellschaftlicher Organisationen bestand. Vereinbart wurden konkrete Maßnahmen zur Bekämpfung von Hassinhalten im Internet. Einige Netzwerke gaben Selbstverpflichtungen ab, die nach Ansicht des Ministeriums jedoch nicht ausreichten.
Der damalige Justizminister Heiko Maas argumentierte, eine Auswertung der Rechtspraxis bei der Löschung strafbarer Inhalte in sozialen Netzwerken durch „jugendschutz.net“ habe Anfang 2017 ergeben, dass Löschungen von Hasskommentaren nur unzureichend erfolgten, und forderte, den Druck auf die Netzwerke weiter zu erhöhen. Um die Unternehmen noch stärker in die Pflicht zu nehmen, brauche man gesetzliche Regelungen. Zwar würden bei YouTube 90 Prozent der strafbaren Inhalte gelöscht, bei Facebook jedoch nur 39 Prozent und bei Twitter nur ein Prozent. Außerdem habe man schlechte Erfahrungen mit Falschmeldungen („Fake News“) im US-Wahlkampf 2016 gemacht.
Die Studie wurde von dem Münchner Professor für Medienrecht Marc Liesching kritisiert, da ein Teil der Studie auf der Bewertung von Rechtslaien basiere.

## Gesetzentwurf
Im Frühjahr 2017 stellte Maas den Entwurf für ein Netzwerkdurchsetzungsgesetz (NetzDG-E) vor. Nach Darstellung der Bundesregierung sollen die sozialen Netzwerke damit gezwungen werden, Hassreden konsequenter zu entfernen.
Der Gesetzesentwurf bezog sich auf kommerzielle soziale Netzwerke im Internet mit mindestens 2 Millionen Mitgliedern, nicht auf journalistisch-redaktionell gestaltete Angebote (§ 1 NetzDG-E). Anbieter werden verpflichtet, ein transparentes Verfahren zum Umgang mit Beschwerden über rechtswidrige Inhalte einzurichten (§ 3 NetzDG-E), und einer Berichts- und Dokumentationspflicht unterworfen (§ 2 NetzDG-E). Sie müssen Beschwerden unverzüglich prüfen, „offensichtlich rechtswidrige“ Inhalte innerhalb von 24 Stunden löschen, nach Prüfung jeden rechtswidrigen Inhalt innerhalb von 7 Tagen löschen oder den Zugriff darauf sperren. Beschwerdeführer und Nutzer sind über die getroffenen Entscheidungen unverzüglich zu informieren. Der gelöschte Inhalt muss zu Beweiszwecken mindestens zehn Wochen gespeichert werden. Verstöße gelten als Ordnungswidrigkeiten, für die empfindliche Bußgelder bis zu 5 Millionen Euro vorgesehen sind (§ 4 NetzDG-E). Außerdem müssen Anbieter einen Zustellungsbevollmächtigten im Inland angeben, sowohl gegenüber Behörden als auch für zivilrechtliche Verfahren (§ 5 NetzDG-E). Von den sozialen Netzwerken wird weiterhin ein halbjährlicher Bericht über erhaltene Beschwerden und deren Umgang mit diesen erwartet.
Der Entwurf enthielt auch eine Änderung des § 14 Telemediengesetz (TMG), der die Herausgabe der Stammdaten von Nutzern betrifft. Der Gesetzesentwurf sah eine Herausgabe von Daten nicht mehr nur zur „Durchsetzung der Rechte am geistigen Eigentum“, sondern auch „anderer absolut geschützter Rechte“ vor. Das Telemediengesetz gilt für weitaus mehr Dienste als nur soziale Netzwerke.
Das Gesetz soll es ermöglichen, gegenüber Online-Plattformen leichter und schneller Persönlichkeits- und Eigentumsrechte durchzusetzen. So soll jeder, der rechtliche Ansprüche gegenüber einem Nutzer geltend machen will, die Herausgabe von Stammdaten verlangen können, aus denen die Identität des Anspruchsgegners hervorgeht. Wenn sich „beispielsweise eine Person oder eine Firma durch einen Kommentar in einem Internetforum beleidigt oder unangemessen kritisiert fühlt, könnte sie künftig nicht nur vom Forenbetreiber die Löschung des Kommentars fordern, sondern auch die Herausgabe von Stammdaten, um den Urheber etwa abmahnen und eine Unterlassungserklärung verlangen zu können“.

## Beratung und Verabschiedung des Gesetzes
Am 16. Mai 2017 brachten die Regierungsfraktionen der CDU/CSU und SPD die Gesetzesvorlage beim Bundestag ein. Bei der ersten Lesung am 19. Mai zeigte sich, dass der Entwurf auch innerhalb von CDU/CSU und SPD umstritten war. Petra Sitte (Linkspartei) warnte vor einem schweren Kollateralschaden für die Meinungsfreiheit. Konstantin von Notz (Die Grünen) warnte davor, die großen Netzwerkanbieter in eine Richterrolle zu drängen. Die Wissenschaftlichen Dienste des Deutschen Bundestages äußerten in einem Gutachten Bedenken, dass der Gesetzentwurf gegen die Verfassung und gegen Europarecht verstoße.
Bei einer Anhörung zum Gesetzentwurf im Deutschen Bundestag brachten acht von zehn geladenen Experten erhebliche Bedenken zum Ausdruck. Die meisten sahen eine Gefahr für die Meinungsfreiheit. Der Leiter des Instituts für Informations-, Telekommunikations- und Medienrecht der Universität Münster Bernd Holznagel erklärte, um hohen Bußgeldzahlungen zu entgehen, könnten die Netzwerke dazu neigen, auch legale Beiträge zu löschen. Der Entwurf sei verfassungswidrig und würde einer Überprüfung durch das Bundesverfassungsgericht nicht standhalten. Der Geschäftsführer von Reporter ohne Grenzen Christian Mihr warnte, die Methoden erinnerten an autokratische Staaten und das Gesetz schaffe die Gefahr des Missbrauchs. Auch totalitäre Regierungen würden die Debatte in Deutschland derzeit mit Interesse verfolgen, um sich an dem Entwurf zu orientieren. Man dürfe keinen Präzedenzfall für Zensur schaffen. Unterdessen hatte sich nach einem Bericht der Augsburger Allgemeinen bereits der belarussische Präsident Aljaksandr Lukaschenka bei der von ihm betriebenen Einschränkung der Meinungsfreiheit im Kampf gegen die Opposition auf Justizminister Heiko Maas berufen und eigene Maßnahmen mit Maas’ Gesetzentwurf begründet.
Vertreter der Fraktionen CDU/CSU und SPD nahmen daraufhin Änderungen am Entwurf vor. Danach muss der von Netzwerkbetreibern zu benennende Zustellungsbevollmächtigte in Deutschland in einer Frist von 48 Stunden Auskunft erteilen, wenn sich Behörden wegen illegaler Inhalte bei ihm melden. Zusätzlich wurde eine Möglichkeit vorgesehen, Entscheidungen in schwierigen Fällen einem „unabhängigen Gremium“ zu überlassen, das dem Bundesamt für Justiz untersteht. Einzelheiten zu Ausgestaltung und Besetzung dieses Gremiums blieben jedoch unklar. Die umstrittenen Löschfristen von 24 Stunden bzw. sieben Tagen und die Strafandrohung von bis zu 50 Millionen Euro blieben bestehen.
Der Bundestag verabschiedete den geänderten Entwurf am 30. Juni 2017 mit einer Mehrheit aus Stimmen der Regierungsfraktionen gegen die Stimmen der Linken und Iris Eberl aus der CSU bei Enthaltung von Bündnis 90/Die Grünen.

### Anwendungsbereich
- Das Gesetz gilt gemäß § 1 Abs. 1 und Abs. 2 NetzDG für Betreiber sozialer Netzwerke, die im Inland mehr als zwei Millionen registrierte Nutzer haben, aber nicht für E-Mail- und Messenger-Dienste.[21] Berufliche Netzwerke, Fachportale, Online-Spiele und Verkaufsplattformen sind ebenfalls nicht betroffen.[22] Die Grenze von mindestens zwei Millionen registrierten Nutzern in Deutschland soll zudem verhindern, dass Start-up-Unternehmen durch das Gesetz in ihrer Entwicklung behindert werden.[22] Nach einem Anschlag in Halle 2019 diskutierte die Innenministerkonferenz die Ausweitung des Anwendungsbereichs auch auf Spieleplattformen im Internet.[23]
- Die einschlägigen rechtswidrigen Inhalte sind in § 1 Abs. 3 NetzDG aufgezählt. Dazu zählen die Gefährdung des demokratischen Rechtsstaates, Volksverhetzung, die landesverräterische Fälschung, Straftaten gegen die öffentliche Ordnung wie die Bildung krimineller Vereinigungen, die Beschimpfung von Bekenntnissen, Religionsgesellschaften und Weltanschauungsvereinigungen, bestimmte Straftaten gegen die sexuelle Selbstbestimmung wie die Verbreitung kinderpornographischer Schriften, Beleidigung, üble Nachrede, Verleumdung, die Verletzung des höchstpersönlichen Lebensbereichs durch Bildaufnahmen, Bedrohung sowie die Fälschung beweiserheblicher Daten.

### Berichtspflicht
Anbieter sozialer Netzwerke, die im Kalenderjahr mehr als 100 Beschwerden über rechtswidrige Inhalte erhalten, sind verpflichtet, einen deutschsprachigen Rechenschaftsbericht über den Umgang mit diesen Beschwerden auf ihren Plattformen zu erstellen und im Bundesanzeiger sowie auf der eigenen Homepage zu veröffentlichen (§ 2 Abs. 1 NetzDG). Der Bericht muss bestimmte Mindestinhalte umfassen (§ 2 Abs. 2 Nr. 1–9 NetzDG).

### Umgang mit Beschwerden über rechtswidrige Inhalte
- Betreiber sozialer Netzwerke wie Facebook, Twitter und YouTube müssen „offensichtlich rechtswidrige Inhalte innerhalb von 24 Stunden“ nach Eingang einer Beschwerde löschen oder sperren (§ 3 Abs. 2 Nr. 2 NetzDG).[24] Bei komplexeren Fällen soll in der Regel eine Sieben-Tages-Frist gelten, um über eine Löschung oder Sperrung zu entscheiden (§ 3 Abs. 2 Nr. 3 NetzDG).[22] Die Wochenfrist kann in zwei Fällen überschritten werden: 1.) Wenn neben dem objektiven Straftatbestand auch mögliche Rechtfertigungsgründe berücksichtigt werden sollen und/oder 2.) wenn eine Prüfung im Rahmen der sogenannten regulierten Selbstregulierung erfolgen soll.[25] Neben dem objektiven Straftatbestand sollen auch mögliche Rechtfertigungsgründe berücksichtigt und der Kontext einer Äußerung in die Überprüfung einbezogen werden.[26] Konkret bedeutet dies: „Wenn die Bewertung vom Kontext abhängt, soll der Nutzer Gelegenheit zur Stellungnahme erhalten. Das ist ein weiter Anwendungsbereich, denn die juristische Beurteilung strafbarer Inhalte hängt meist vom Kontext ab.“[25] Auch können Anbieter sozialer Netzwerke die Entscheidung über nicht offensichtlich rechtswidrige Inhalte an eine Art freiwillige Selbstkontrolle abgeben. Eine solche „anerkannte Einrichtung der regulierten Selbstregulierung“ muss staatlich zugelassen und vom Bundesamt für Justiz überwacht werden,[22] wird aber gegründet, ausgestattet und betrieben von den Unternehmen.[24] Dieses Prinzip der regulierten Selbstregulierung soll nach dem Vorbild des Jugendmedienschutzes errichtet werden können.[26] Als Beispiel wird hierfür seitens der Frankfurter Allgemeinen Zeitung die Freiwilligen Selbstkontrolle Multimedia-Diensteanbieter FSM benannt.[25] Nach den Worten der stellvertretenden Fraktionsvorsitzenden der SPD-Fraktion im Bundestag Eva Högl sei der Weg der regulierten Selbstregulierung ein wichtiger Beitrag zum Schutz vor Overblocking und schließe zudem aus, dass die Rechtsdurchsetzung privatisiert wird.[26] Patrick Beuth von ZEIT Online argumentiert hingegen kritisch: „Selbstregulierung heißt letztlich eben immer, dass der Staat nicht die nötigen Mittel aufwenden kann oder will, um selbst zu regulieren. Im Fall des NetzDG bedeutet es, dass börsennotierten Unternehmen eine Aufgabe zufällt, die in einer idealen Welt eine der Justiz wäre.“[24] Geht ein Unternehmen den Weg der regulierten Selbstregulierung, obwohl die Rechtswidrigkeit „offensichtlich“ war, droht ein Bußgeld.[25] Nach Darstellung des Bundesamtes für Justiz greift ein Bußgeld jedoch nicht in Fällen, in denen die regulierte Selbstregulierung die Rechtmäßigkeit eines Inhalts feststellte, denn „Der Entscheidung durch das Bundesamt für Justiz sind solche Inhalte entzogen, deren Rechtmäßigkeit durch die anerkannte Einrichtung der Regulierten Selbstregulierung festgestellt wurde.“[27]
- Personen, die in den sozialen Medien beispielsweise Opfer von Beleidigungen oder Verleumdungen geworden sind, wird in § 14 Abs. 3–5 Telemediengesetz (TMG) n.F. ein Weg eröffnet, gegen die Urheber derartiger Inhalte vorzugehen.[26] Der Anbieter des sozialen Netzwerks darf im Einzelfall Auskunft über bei ihm vorhandene Bestandsdaten des Urhebers erteilen, soweit dies zur Durchsetzung zivilrechtlicher Ansprüche wegen der Verletzung absolut geschützter Rechte aufgrund rechtswidriger Inhalte gemäß § 1 Abs. 3 NetzDG erforderlich ist. Für die Erteilung der Auskunft ist eine vorherige gerichtliche Anordnung erforderlich, die der Verletzte beim zuständigen Landgericht beantragen muss.[24][22] Das Gerichtsverfahren richtet sich nach dem Gesetz über das Verfahren in Familiensachen und in den Angelegenheiten der freiwilligen Gerichtsbarkeit.

### Bußgeldvorschriften
Bei Verstößen gegen das Gesetz droht ein Bußgeld von bis zu 5 Millionen Euro (§ 4 Abs. 2 NetzDG). Gem. Verweis auf § 30 Abs. 2 Satz 3 des Gesetzes über Ordnungswidrigkeiten (OWiG) kann das Bußgeld verzehnfacht werden.

### Inländischer Zustellungsbevollmächtigter
Betroffene Unternehmen müssen gemäß § 5 NetzDG einen Ansprechpartner in Deutschland für Justiz, Strafverfolger und Bußgeldbehörden sowie Bürger benennen, an den sich die genannten Institutionen und Personen wenden können. Der Zustellungsbevollmächtigte muss binnen 48 Stunden auf Anfragen und Beschwerden reagieren. Die Einhaltung dieser neuen Vorgaben überwacht das Bundesamt für Justiz und leitet bei Verstößen Bußgeldverfahren ein. Die Regelung mit dem inländischen Zustellungsbevollmächtigten erfolgte vor dem Hintergrund, dass die meisten großen Online-Unternehmen ihren Sitz im Ausland haben. Nach Darstellung des Bundesjustizministeriums sollen Nutzer von sozialen Netzwerken, deren Beschwerden von den Netzwerken nicht genügend beachtet werden oder nicht ordnungsgemäß bearbeitet werden, sich an das Bundesamt für Justiz wenden können und den Sachverhalt anzeigen können. Ergeben sich Anhaltspunkte für Mängel im Beschwerdemanagement, wird das Bundesamt für Justiz prüfen, ob gegen den Anbieter des betroffenen Netzwerks ein Bußgeldverfahren einzuleiten ist. Dies ist der Fall, wenn eine systemisch falsche Entscheidungspraxis des sozialen Netzwerks festzustellen ist.

### Änderungen gegenüber dem Gesetzentwurf
Das verabschiedete Gesetz enthält gegenüber dem Gesetzentwurf der Bundesregierung verschiedene Klarstellungen.
- Am Straftatenkatalog des § 1 Abs. 3 NetzDG wurden während des Gesetzgebungsverfahrens noch Entfernungen und Hinzufügungen vorgenommen. Entfernt wurde etwa der Tatbestand Verunglimpfung des Bundespräsidenten. Zum Straftatenkatalog kommt etwa „Verletzung des höchstpersönlichen Lebensbereichs durch Bildaufnahmen“ gemäß § 201a StGB hinzu.[25] In diesem Kontext weist die Frankfurter Allgemeine Zeitung auf eine gravierende Rechtsunsicherheit hin: „Diese von Heiko Maas vor zwei Jahren deutlich verschärfte Vorschrift umfasste in der Ministeriumsversion lapidar das „bloßstellende“ Fotografieren, bis der Rechtsausschuss Ausnahmen für Künstler (etwa Straßenfotografen) und Medien einfügte. Nun verbietet der Gummiparagraph, einem Dritten ein Foto zugänglich zu machen, das „geeignet ist, dem Ansehen der abgebildeten Person erheblich zu schaden“. Das Gesetz sorgt damit in einem weiteren Punkt für Rechtsunsicherheit: Schadet das Foto eines japsenden Marathonläufers seinem Ansehen? Oder ist es nicht eher eine Auszeichnung? Wie ist es mit dem Bierhelmfoto vom Ballermann? Mit jedem Fragezeichen wächst der Druck auf Internetanbieter, sicherheitshalber ein wenig mehr zu löschen als rechtlich notwendig.“[25]
- Die ursprünglich vorgesehene Maßgabe, sämtliche Kopien des rechtswidrigen Inhalts ebenfalls zu löschen und einen erneuten Upload durch weitgehende Installation von Filtern zu verhindern, entfällt.[24]
- Eine Clearingstelle für Beschwerden über voreilig gelöschte legale Inhalte – wie ursprünglich vom Bundesrat gefordert[30] – gibt es nicht.[22] Damit fehlt laut der Zeitung Die Zeit im „Gesetz ein Mechanismus, der im Rechtsstaat selbstverständlich sein sollte: Wer gegen eine Löschung oder Sperrung seiner Inhalte oder seines Kontos vorgehen will, bekommt mit dem NetzDG keine Möglichkeit zur Gegenwehr. Was bleibt, wäre eine Klage gegen ein Unternehmen wie Facebook.“[24]
- Die Verhängung eines Bußgeldes ist nicht wie im ursprünglichen Gesetzentwurf schon ab dem ersten Verstoß gegen die Lösch- und Sperrpflicht möglich, sondern erst bei beharrlicher Weigerung eines Unternehmens, ein effektives Beschwerdemanagement einzuführen[24] oder wenn die Regeln systematisch missachtet würden.[31]

## Rechtsstreit
Eine vorbeugende Feststellungsklage der FDP-Bundestagsabgeordneten Manuel Höferlin und Jimmy Schulz gegen das Netzwerkdurchsetzungsgesetz wies das Verwaltungsgericht Köln mit Urteil vom 14. Februar 2019 als unzulässig ab. Höferlin hatte das Gesetz zuvor als „Zensur in ihrer schlimmsten Form – Selbstzensur im Kopf und Fremdzensur durch private Unternehmen“ kritisiert. Außerdem nahm das Bundesverfassungsgericht eine Verfassungsbeschwerde, die von einem Professor und mehreren Mitarbeitern der Universität Münster eingereicht wurde, nicht zur Entscheidung an.

## Kontroverse
Das Netzwerkdurchsetzungsgesetz wurde und wird kontrovers diskutiert. Zum einen bestehe Handlungsbedarf angesichts der massiv steigenden Zahlen von Hassrede im deutschsprachigen Internet. Auf der anderen Seite wird die Gefahr gesehen, dass durch das Gesetz die Meinungsfreiheit eingeschränkt werde.

### Bundesregierung, 2017
Nach Darstellung des Bundesjustizministeriums werde der Maßstab, was gelöscht oder gesperrt werden müsse, nicht von den sozialen Netzwerken gesetzt. „Maßgeblich sind allein die deutschen Strafgesetze. Das Netzwerkdurchsetzungsgesetz schafft also keine neuen Löschpflichten. Es soll vielmehr sicherstellen, dass bereits bestehendes Recht eingehalten und durchgesetzt wird.“ Ziel des Löschens von strafbaren Beiträgen durch die sozialen Netzwerke sei es, für eine freie, offene und demokratische Kommunikationskultur zu sorgen und die von Hasskriminalität betroffenen Gruppen und Personen zu schützen. Das Bundesamt für Justiz ergänzt: „Unabhängig von den Regelungen des Netzwerkdurchsetzungsgesetzes bleibt es dabei, dass, wer strafbare Inhalte im Netz verbreitet, auch strafrechtlich verfolgt wird. Hierfür sind auch weiterhin die Strafverfolgungsbehörden (Polizei/Staatsanwaltschaft) zuständig.“ An diesen Einschätzungen und anderen Aspekten des Gesetzes wurde von verschiedenen Seiten Kritik geäußert:

### Experten und Journalisten, 2017–2022
SPD-nahe IT-Experten bezeichneten die geplanten Regelungen als „Zensurinfrastruktur“. Matthias Spielkamp von Reporter ohne Grenzen nannte den Entwurf „beschämend“. Harald Martenstein bezeichnete ihn im Tagesspiegel als „Erdoganismus in Reinkultur“, er lese sich so, als „stamme er aus dem Roman 1984“ und sei ein „Angriff auf das Prinzip der Gewaltenteilung“.
Experten erwarteten, dass die kurzen und starren Löschfristen und die hohe Bußgeldandrohung dazu führen würden, dass die Netzwerke Beiträge im Zweifelsfall lieber entfernen, auch wenn die grundrechtlich garantierte Meinungsfreiheit eine kontextbezogene Abwägung erfordern würde, etwa bei der Abgrenzung zwischen verbotener Beleidigung und erlaubter Satire. Im April 2017 schloss sich ein Bündnis aus Wirtschaftsverbänden, Netzpolitikern, Bürgerrechtlern, Wissenschaftlern und Juristen zusammen, um gegen das Gesetz zu protestieren. In einem Manifest warnten sie vor „katastrophalen Folgen für die Meinungsfreiheit“.
Nachdem der Bundestag das Gesetz beschlossen hatte, forderte unter anderem der Deutsche Journalisten-Verband Bundespräsident Frank-Walter Steinmeier dazu auf, das Gesetz nicht zu unterzeichnen, da die Meinungsfreiheit nicht ausreichend geschützt sei. Die Frankfurter Allgemeine Zeitung nannte als Beispiel für Zensur infolge des NetzDG die Löschung gesellschaftspolitischer Beiträge einer Künstlerin durch Facebook.
Reporter ohne Grenzen und andere Kritiker sprachen von einem „Schnellschuss“, der „das Grundrecht auf Presse- und Meinungsfreiheit massiv beschädigen könnte.“ Entscheidungen über die Rechtmäßigkeit von Beiträgen würden privatisiert. Der UN-Sonderberichterstatter für Meinungsfreiheit kritisierte, das geplante Gesetz gefährde die Menschenrechte. Bei einer Anhörung im Bundestag hielt die Mehrheit der Experten den Entwurf für verfassungswidrig.
Der Gesetzentwurf würde nach Ansicht der Kritiker neben sozialen Netzwerken auch Plattformen wie Amazon oder Ebay betreffen. Wer dort eine schlechte Bewertung abgebe, muss laut IT-Anwalt Joerg Heidrich mit „teuren Anwaltsbriefen rechnen“. De facto würde der Entwurf nach Ansicht von Netzaktivisten „zum Ende der Anonymität im Internet“ führen. Kritiker sahen „übereinstimmend ein verfassungs- und europarechtswidriges Zensurinstrument“, das zu einer „regelrechten Löschorgie“ bei Anbietern führen werde.
Stefan Niggemeier hingegen sah in der gesammelten Kritik eine „besinnungslose Hetze“, die „das Gesetz und den Justizminister für beinah alles Schlechte der digitalen Welt verantwortlich macht“. Dies sei kein konstruktiver Beitrag zur notwendigen Regulierung von digitalen Netzwerken.
Die No-Hate-Speech-Kampagne Deutschland begrüßte grundsätzlich, dass Hass im Netz nun auch juristisch ernst genommen würde: „Wir begrüßen, dass die Anbieter durch das NetzDG dazu verpflichtet werden, eine*n verantwortliche*n Ansprechpartner*in in Deutschland zu benennen und bei ihrem Umgang mit Hate Speech gemäß deutschem Recht zu entscheiden.“ Ähnlich äußerte sich auch das Expertengremium Forum Privatheit: „Das NetzDG ist erheblich besser, als die Kritik ihm zubilligt. Auch wenn über Details diskutiert werden kann, ist es auf dem richtigen Weg, um gegenüber großen sozialen Netzwerken durchzusetzen, dass sie ihre gesellschaftliche Verantwortung wahrnehmen“.
Die Organisation Freedom House hat in ihrem Bericht Freedom on the Net Report 2020 gelobt, dass das NetzDG auch während der Corona-Pandemie kritisch beobachtet werde, obwohl insgesamt die Internetfreiheit in dieser Zeit gefährdet sei.
Der dänische Jurist und Menschenrechtsaktivist Jacob Mchangama machte 2022 geltend, dass das Netzwerkdurchsetzungsgesetz seit seiner Einführung im Jahr 2017 Pate für Gesetzesentwürfe zur Internetzensur in autoritären Regimen gestanden habe. Häufig sei bei der Umsetzung dieser Vorhaben explizit auf das NetzDG als Vorbild referiert worden, um der Zensur so einen Anstrich von Legitimität zu geben. Laut Mchangama habe dieses Gesetz einen weltweiten „regulatorischen Wettlauf“ ausgelöst, der das Recht auf Meinungsfreiheit zunehmend unterminiere.

### Soziale Netzwerke
Facebook hält den NetzDG-Entwurf für mit dem deutschen Grundgesetz unvereinbar. In einer Ende Mai 2017 an den Deutschen Bundestag übermittelten Stellungnahme erklärte das Unternehmen: „Der Rechtsstaat darf die eigenen Versäumnisse und die Verantwortung nicht auf private Unternehmen abwälzen. Die Verhinderung und Bekämpfung von Hate Speech und Falschmeldungen ist eine öffentliche Aufgabe, der sich der Staat nicht entziehen darf.“ Facebook forderte in der Stellungnahme eine europäische Lösung und warnt vor einem „nationalen Alleingang“. In der Stellungnahme hieß es: „Die Höhe der Bußgelder steht außer Verhältnis zu dem sanktionierten Verhalten“. Der Branchenverband Bitkom hatte in einer Studie Kosten von rund 530 Millionen Euro pro Jahr errechnet, die Facebook und andere soziale Netzwerke tragen müssten. Facebook hält diese Zahlen für „realistisch“.

### Vereinte Nationen
Der Sonderbeauftragte der Vereinten Nationen für den Schutz der Meinungsfreiheit David Kaye kritisierte im Juni 2017 die geplanten Regelungen in einer Stellungnahme an die Bundesregierung scharf. Sie würden weit über das Ziel hinausschießen und Plattformbetreibern zu große Verantwortlichkeiten aufbürden. Ferner seien sie mit internationalen Menschenrechtserklärungen wie dem Internationalen Pakt über bürgerliche und politische Rechte nicht vereinbar.
Online-Anbieter müssten Informationen teils aufgrund „vager und mehrdeutiger“ Kriterien löschen. Viele Informationen seien nur aus dem Zusammenhang heraus zu verstehen, den Plattformen nicht selbst bewerten könnten. Durch hohe Bußgelddrohungen und kurze Prüffristen würden Betreiber geradezu genötigt, auch potenziell rechtmäßige Inhalte zu löschen, was zu unangemessenen Eingriffen in Meinungsfreiheit und Privatsphäre führen würde, über die mindestens Gerichte oder unabhängige Institutionen entscheiden müssten. Artikel 19 des Internationalen Paktes über bürgerliche und politische Rechte garantiere das Recht auf freien Zugang zu Informationen und das Teilen von Informationen. Die Einschränkung dieser Rechte auf Basis vage definierter Begriffe wie „Beleidigung“ oder „Diffamierung“ sei damit nicht zu vereinbaren.
Bedenken äußerte Kaye auch hinsichtlich der Regelung, dass umstrittene strafbewehrte Inhalte und die zugehörigen Nutzerinformationen für unbestimmte Zeit gespeichert und dokumentiert werden müssten, was die staatliche Überwachung Betroffener erleichtere, und des zivilrechtlichen Anspruchs auf Herausgabe von Bestandsdaten zu IP-Adressen ohne richterliche Anordnung. Der Beauftragte bat die Bundesregierung um Stellungnahme binnen 60 Tagen.

### EU-Kommission
Die Europäische Kommission begrüßte grundsätzlich das entschiedene Vorgehen der Bundesregierung gegen Hass und Hetze im Internet. Hass und radikale Propaganda hätten weder online noch offline einen Platz in unserer Gesellschaft, verkündete ein Kommissionssprecher im Juni 2017 in Brüssel.
Im November 2017 wurde bekannt, dass die Kommission Dokumente zum Netzwerkdurchsetzungsgesetz unter Verschluss hält, die die Vereinbarkeit des Gesetzes mit EU-Recht im Hinblick auf die Europäische Menschenrechtskonvention sowie die europarechtlichen Vorgaben im Bereich der „Dienste der Informationsgesellschaft“ (E-Commerce-Richtlinie) überprüfen. Eine Anfrage des Wirtschaftsmagazins Wirtschaftswoche wurde mit dem Hinweis abgelehnt, dass „die Veröffentlichung der Dokumente … das Klima des gegenseitigen Vertrauens zwischen dem Mitgliedsstaat und der Kommission beeinträchtigen“ würde. Die EU-Kommission ist laut einer Verordnung aus dem Jahr 2001 dazu verpflichtet, interne Dokumente auf Anfrage zugänglich zu machen. Die Wirtschaftswoche schreibt hierzu: „Damit erhärtet sich der Verdacht, dass das Gesetz gegen EU-Recht verstößt, Brüssel Deutschland aber nicht brüskieren will.“
Letztlich ließ die Kommission das Gesetz ohne Auflage passieren und äußerte über einen Sprecher, dass Hass und radikale Propaganda keinen Platz in unserer Gesellschaft hätten.
EU-Justizkommissarin Věra Jourová kritisierte das Netzwerkdurchsetzungsgesetz zunächst. Die Bundesregierung zeigte sich verwundert über den mangelnden Informationsgrad der Kommission, denn entgegen der Behauptung von Jourova verlangt das Gesetz nicht, dass 100 Prozent der beanstandeten Inhalte gelöscht werden, sondern setzt lediglich bestimmte Löschfristen für „offensichtlich rechtswidrige“ Inhalte wie Volksverhetzung. Jourova äußerte demnach Verständnis für das deutsche Vorgehen: „Bundesjustizminister Heiko Maas hat uns erschreckende Zahlen gezeigt, wie sehr der Hass im Netz in Deutschland zunimmt.“ Er habe ihrer Aussage nach zudem betont, dass ein großer Teil der deutschen Gesellschaft von der Regierung erwartet, dass sie etwas dagegen unternimmt.

## Umsetzung
Für Facebook sind in Berlin und Essen zusammen über 1000 Content-Moderatoren tätig, die Einträge kontrollieren und gegebenenfalls löschen, die gegen das Netzwerkdurchsetzungsgesetz verstoßen.
Nach den ersten veröffentlichten Berichten von Facebook, YouTube und Google werden die meisten Nutzerbeschwerden abgelehnt. Der staatlich verordnete Löschdruck hat nach anderer Ansicht dazu geführt, dass die Betreiber nicht das Strafgesetz, sondern eigene Community-Standards heranziehen, um im Zweifel auch legale Inhalte zu beseitigen.
Am 2. Juli 2019 wurde erstmals nach Inkrafttreten des Gesetzes am 1. Oktober 2017 ein Bußgeldbescheid wegen Verstöße gegen dieses Gesetzes verhängt. Facebook soll nur über einen Bruchteil der Zahl der eingegangenen Beschwerden zu rechtswidrigen Inhalten wie Beleidigungen und Falschmeldungen informiert haben. „Die veröffentlichten Angaben ergeben kein schlüssiges, transparentes Bild der Organisation und der Prozessabläufe beim Umgang mit Beschwerden über rechtswidrige Inhalte“, teilte das Bundesamt für Justiz mit und fordert daher von der in Irland ansässigen Europazentrale des US-Konzerns ein Bußgeld in Höhe von 2 Millionen Euro. Der Bescheid ist jedoch noch nicht rechtskräftig (Stand Juli 2019).
Anfang Juni 2020 bewertete das Wirtschaftsmagazin Capital das Netzwerkdurchsetzungsgesetz nach seiner Verabschiedung im Jahr 2017. Das Magazin erkannte die Notwendigkeit des Gesetzes aufgrund verschiedener Verpflichtungen für Anbieter Sozialer Netzwerke wie etwa der konsequenten Löschung offensichtlich strafbarer Inhalte, die Bereitstellung einfacher Beschwerdeverfahren für Nutzer zu diesem Zweck oder die Benennung eines Zustellungsbevollmächtigten im Inland, um bei Bußgeld- und Zivilverfahren erreichbar zu sein, an. Positiv hob das Magazin auch hervor, dass es bisher nicht zu einer systematischen Zensur, dem sogenannten Overblocking, gekommen sei. Capital kritisierte jedoch drei Aspekte des Gesetzes. Erstens sei das Gesetz die Vorlage für autoritäre Regime um die Meinungsfreiheit einzuschränken. Zweitens könnten Nutzer keinen Widerspruch gegen Löschungen gegenüber den Anbietern einlegen. Drittens habe das Gesetz aufgrund rechtsextremistischer Taten in der jüngeren deutschen Geschichte wie etwa dem Mordfall Walter Lübcke, dem Anschlag in Halle und dem Anschlag in Hanau bisher nicht dazu geführt, dass Hetze und Hasskriminalität im Internet Einhalt geboten wurde. Das Wirtschaftsmagazin Capital bewertete das Netzwerkdurchsetzungsgesetz aufgrund der Gesamtschau dieser Aspekte als befriedigend.
In einem Experiment wurden in allen Bundesländern 16 Korrespondenten engagiert, die am 3. August 2021 um 17 Uhr in ihrer örtlichen Polizeiwache dieselben sieben Hasskommentare (davon 3 auf Facebook) zur Anzeige vorlegten. Mehrere Polizeiwachen identifizierten den Tatverdächtigen und übergaben ihn an die Staatsanwaltschaft. Welches Bundesland mit den Ermittlungen am schnellsten war, ließ sich nicht klar nachvollziehen.

## Novellierungen
Im Oktober 2019 stellte die zuständige Ministerin Christine Lambrecht wesentliche Punkte ihrer Agenda vor. Dazu zählte eine Verschärfung des Netzwerkdurchsetzungsgesetzes. Lambrecht wollte zusätzlich eine Meldepflicht einführen. Die Betreiber sollten der Polizei Offizialdelikte anzeigen. Als Beispiel nannte sie Morddrohungen, Volksverhetzung und Beleidigungen. Gemeint ist damit die sogenannte Hasskriminalität. Als Bestandteil ihrer Agenda wollte die Justizministerin auch den Straftatbestand der Beleidigung an die Besonderheiten des Internet anpassen, damit Beleidigungen im Internet nach Willen der Bundesregierung schneller und effizienter bestraft werden können. Eine Klarnamenpflicht im Internet lehnte Lambrecht hingegen ab, denn eine Pflicht, nur noch unter Klarnamen zu posten, helfe nicht weiter. „Es gibt so viele Heinz Müllers in Deutschland,“ sagte sie, „ist es nun der Heinz Müller aus Hamburg oder der Heinz Müller aus Berlin?“

### Gesetz zur Bekämpfung des Rechtsextremismus und der Hasskriminalität

#### Neuregelung im NetzDG
§ 3a NetzDG in der Fassung des Gesetzes zur Bekämpfung des Rechtsextremismus und der Hasskriminalität vom 30. März 2021 verpflichtet die Anbieter sozialer Netzwerke ab dem 1. Februar 2022, dem Bundeskriminalamt (BKA) als Zentralstelle zum Zwecke der Ermöglichung der Verfolgung von Straftaten bestimmte Inhalte mitzuteilen, bei denen konkrete Anhaltspunkte dafür bestehen, dass sie den demokratischen Rechtsstaat gefährden, gegen die öffentliche Ordnung verstoßen, kinderpornographische Inhalte verbreiten oder eine Bedrohung gegen das Leben, die sexuelle Selbstbestimmung, die körperliche Unversehrtheit oder die persönliche Freiheit darstellen und nicht gerechtfertigt sind (§ 3a Abs. 2 NetzDG). Über die Mitteilung müssen sie den Nutzer, für den der Inhalt gespeichert wurde, vier Wochen später informieren, es sei denn, das BKA widerspricht der Information (§ 3a Abs. 6 NetzDG).
Gegen das umfangreiche Artikelgesetz in seiner im Sommer 2020 von Bundestag und Bundesrat beschlossenen Fassung bestanden nach einem Gutachten der Wissenschaftlichen Dienste des Deutschen Bundestages verfassungsrechtliche Bedenken. Bundespräsident Frank-Walter Steinmeier hatte anschließend die Ausfertigung des Gesetzes ausgesetzt und die Bundesregierung zu einer Nachbesserung aufgefordert. Die geplante Neuregelung in § 3a NetzDG war davon jedoch nicht betroffen. Sie blieb deshalb durch das Gesetz zur Anpassung der Regelungen über die Bestandsdatenauskunft an die Vorgaben aus der Entscheidung des Bundesverfassungsgerichts vom 27. Mai 2020 vom 30. März 2021 nahezu unverändert.
Zur Umsetzung der Neuregelung wurde beim BKA die Zentrale Meldestelle für strafbare Inhalte im Internet mit rund 200 Mitarbeitern geschaffen, die mit Inkrafttreten am 1. Februar 2022 ihre Tätigkeit aufnahm. Sie prüft die bei bereits bestehenden dezentralen Strukturen (zum Beispiel der Zentralstelle zur Bekämpfung der Internet- und Computerkriminalität (ZIT) in Hessen, der Zentral- und Ansprechstelle Cybercrime Nordrhein-Westfalen (ZAC NRW) und der Meldestelle „REspect!“ der Jugendstiftung im Demokratiezentrum Baden-Württemberg) eingegangenen Meldungen auf strafrechtliche Relevanz sowie potenzielle Gefährdungen, stellt gegebenenfalls Verursacher fest und gibt den Vorgang an örtlich zuständige Behörden zwecks weiterer Strafverfolgung ab.

#### Kritik
Gegen die Anwendung von § 3a NetzDG ging Google Ireland im Auftrag der Tochtergesellschaft YouTube vor dem VG Köln vor. Eine Weitergabe von privaten Daten in diesem Umfang ohne festgestellten Anfangsverdacht sei unzulässig. Strafverfolgung müsse Sache des Staates bleiben. Rechtsstaatliche Kontrollen fehlten. Meta, TikTok und Twitter reichten später ebenfalls Klage ein.
Die in § 3a NetzDG vorgesehene proaktive Meldepflicht der Anbieter an das BKA könnte nach einem weiteren Gutachten des Wissenschaftlichen Dienstes des Bundestages gegen das Recht derjenigen Länder verstoßen, in denen die Anbieter von sozialen Netzwerken ihren Sitz haben. Zudem sei das Verhältnis der Prüfung durch die Einrichtungen der regulierten Selbstregulierung nach § 3 Abs. 6 NetzDG und der Prüfung durch die Freiwillige Selbstkontrolle nach den §§ 19–19b JMStV regelungsbedürftig.
Mit Beschlüssen vom 1. März 2022 hat das VG Köln den Eilanträgen von Google und Meta stattgegeben. § 3a NetzDG verstoße gegen das Herkunftslandprinzip der Richtlinie über den elektronischen Geschäftsverkehr (ECR) und sei damit nicht anzuwenden. Außerdem sei das Bundesamt für Justiz nicht unabhängig genug, um als zuständige Behörde die Einhaltung der Pflichten nach dem NetzDG zu überwachen.

### Gesetz zur Änderung des Netzwerkdurchsetzungsgesetzes (Juni 2021)
Mitte Dezember 2019 legte das Bundesjustizministerium den „Gesetzentwurf zur Änderung des Netzwerkdurchsetzungsgesetzes“ vor, mit dem die Rechte der Nutzer von sozialen Netzwerken gestärkt werden sollten. Der Referentenentwurf, der auf Kritik stieß, sowie der von der Bundesregierung am 1. April 2020 beschlossene Regierungsentwurf beinhalteten folgende Neuregelungen:
- Erleichterte Übermittlung von Beschwerden: Meldewege müssen künftig leicht auffindbar und für jeden einfach zu bedienen sein – und zwar direkt von dem Beitrag aus, der dem sozialen Netzwerk als rechtswidrig gemeldet werden soll.[107][109][114][113] Ein Meldeweg, der etwa lediglich über das Impressum auffindbar ist oder bei welchem dann nach langem Klickweg noch das händische Einfügen der URL abgefragt wird, ist nicht mit dem NetzDG vereinbar.[115]
- Einführung eines Gegenvorstellungsverfahren:[114][109][113] Wenn ein Beitrag eines Nutzers vom sozialen Netzwerk gelöscht wurde, kann der Nutzer künftig die Überprüfung dieser Entscheidung vom Netzwerkanbieter verlangen. Umgekehrt können auch alle, die einen Beitrag als rechtswidrig gemeldet haben, dieser vom Anbieter jedoch nicht gelöscht worden war, einfordern, dass die Entscheidung zur Nichtlöschung überprüft wird.[107]
- Einführung privater und unparteiischer Schlichtungsstellen zur außergerichtlichen Beilegung von Konflikten zwischen Nutzern und sozialen Netzwerken.[107][115]
- Zusätzliche Anforderungen an die Transparenzberichte: Erteilung von Auskunft, inwiefern automatisierte Verfahren zum Auffinden rechtswidriger Inhalte genutzt werden, welche Personengruppen von Hassrede besonders häufig betroffen sind, und wie die Netzwerke mit dem neuen Gegenvorstellungsverfahren umgehen.[107][109] Die neue Transparenzvorgabe hinsichtlich der automatisierten Verfahren zum Auffinden rechtswidriger Inhalte umfasst sowohl Inhalte, deren Verbreitung gegen Strafnormen oder sonstige Gesetze verstoßen können, als auch Inhalte, welche aus Sicht der Anbieter gegen die vertraglichen Beziehungen mit den Nutzern verstoßen.[115] Transparenzberichte müssen zukünftig ausweisen, ob und inwiefern die sozialen Netzwerke unabhängigen Forschungseinrichtungen Zugang zu anonymisierten Daten für wissenschaftliche Zwecke gewähren. Wissenschaftler sollen so systematische Analysen durchführen können und vertiefte Erkenntnisse darüber erhalten, welche Personengruppen – und in Bezug auf welche Eigenschaften – besonders häufig das Ziel rechtswidriger Inhalte im Netz sind und inwiefern abgestimmte und koordinierte Verhaltensweisen von Verfassern rechtswidriger Inhalte vorliegen.[115] Der Informationsgehalt und die Vergleichbarkeit von Transparenzberichten sollen durch die gesetzlichen Änderungen erhöht werden.[115]
- Defizite bei der Umsetzung des Gesetzes werden durch das Bundesamt für Justiz durch Anordnungen direkt behoben.[108][109][115]
- Recht auf Herausgabe von Daten: Wer sich vor Gericht gegen Bedrohungen oder Beleidigungen zur Wehr setzen will, soll die erforderlichen Daten künftig deutlich einfacher herausverlangen können als bisher. Die Netzwerke werden dazu verpflichtet, die Identität eines Beleidigers offenzulegen, wenn ein Gericht die Erlaubnis dafür gibt.[109][113] In der Praxis verweigern Diensteanbieter häufig auch nach einer gerichtlichen Entscheidung die Datenherausgabe mit der Begründung, dass zwar die Erlaubnis, nicht aber die Pflicht zur Herausgabe gerichtlich festgestellt sei. Seitens der Betroffenen ist dann ein weiteres gerichtliches Verfahren, welches häufig kompliziert und langwierig ist, notwendig, um die Verpflichtung des Anbieters zur Datenherausgabe feststellen zu lassen. Künftig soll die Durchsetzung von Auskunftsansprüchen effizienter gestaltet werden, indem das mit der Zulässigkeit zur Datenherausgabe befasste Gericht zugleich auch die Verpflichtung des sozialen Netzwerks zur Datenherausgabe anordnen kann.[115]
- Verbesserung bei Zustellungsbevollmächtigten; dazu heißt es: „Bislang haben einige Netzwerke zwar Zustellungsbevollmächtigte in Deutschland benannt, was sehr wichtig ist für die Erreichbarkeit von Netzwerken für die deutschen Gerichte und Behörden. Die Netzwerke haben sich dann aber darauf berufen, dass diese Zustellungsbevollmächtigten nur einen sehr schmalen Aufgabenbereich hätten und diverse Zustellungen schlicht nicht entgegengenommen. Das Justizministerium stellt jetzt klar, dass die Zustellungsbevollmächtigten bei allen relevanten Fragen rund um rechtswidrige Inhalte auf Plattformen zuständig sind – insbesondere auch, wenn jemand einen gelöschten Inhalt wieder freischalten lassen möchte. Das ist ein sehr wichtiger Schritt, um Plattformen künftig in gerichtlichen Verfahren auch zu erreichen.“[108] Vor diesem Hintergrund erfolgt eine gesetzliche Klarstellung, wonach an den Zustellungsbevollmächtigten auch Schriftstücke bei Wiederherstellungsklagen zugestellt werden können. Dadurch wird der Schutz gegen unberechtigte Löschungen und Account-Sperrungen, die vom sozialen Netzwerk mit der Verbreitung rechtswidriger Inhalte begründet wurden, verbessert.[115] An Zustellungsbevollmächtigte können auch Klageschriften zur Einleitung gerichtlicher Verfahren mit dem Ziel der Löschung rechtswidriger Inhalte zugestellt werden.[115]

Das Gesetz zur Änderung des Netzwerkdurchsetzungsgesetzes trat überwiegend am 28. Juni 2021 in Kraft. Zu diesem Zeitpunkt wurden insbesondere die §§ 3b bis 3f in das NetzDG eingefügt.
Es enthält neben aussagekräftigeren Transparenzberichten der Anbieter sozialer Netzwerke und einer Forschungsklausel stärkere Rechte für Nutzerinnen und Nutzer von sozialen Netzwerken. Die Transparenzberichte der Anbieter sozialer Netzwerke müssen künftig auch Angaben enthalten, „wie soziale Plattformen mit Gegenvorstellungsverfahren umgehen (z. B. Anzahl der vom Netzwerk gelöschten Inhalte, die nach erneuter Prüfung wieder eingestellt wurden – sog. „Put backs“) und inwiefern automatisierte Verfahren zum Auffinden rechtswidriger Inhalte genutzt werden.“ Kernstück des Gesetzes ist Stärkung der Rechte von Nutzerinnen und Nutzern in fünf Bereichen:
1. Nutzerfreundlichere Meldewege: Nutzenden muss es auf einfache Weise möglich sein, einem sozialen Netzwerk Hinweise auf rechtswidrige Inhalte zu übermitteln, was bisher vielfach nicht der Fall war. Das verabschiedete Gesetz regelt nun, dass Meldewege leicht auffindbar und für jeden einfach zu bedienen sein müssen – und zwar direkt vom Inhalt aus, der dem sozialen Netzwerk als rechtswidrig gemeldet werden soll.
2. Einführung eines Gegenvorstellungsverfahrens: Soziale Netzwerke sind künftig dazu verpflichtet, auf Antrag betroffener Nutzerinnen und Nutzer ihre Entscheidungen über die Löschung oder Beibehaltung eines Inhalts zu überprüfen (§ 3b NetzDG).
3. Klarstellung der Zuständigkeit des Zustellungsbevollmächtigten: Im NetzDG wurde klargestellt, dass an die bereits vorgeschriebenen Zustellungsbevollmächtigten auch Schriftstücke bei Wiederherstellungsklagen zugestellt werden können. Mit solchen Klagen wollen Nutzerinnen und Nutzer gerichtlich durchsetzen, dass ein gelöschter Beitrag wiederhergestellt wird. Zweck dieser Änderung ist der verbesserte Schutz gegen unberechtigte Löschungen und Account-Sperrungen.
4. Schaffung von unparteiischen Schlichtungsstellen: Mit Hilfe von privaten Schlichtungsstellen können Streitigkeiten zwischen Nutzerinnen und Nutzern und sozialen Netzwerken auch außergerichtlich beigelegt werden (§ 3c NetzDG). So können Streitfragen häufig schneller und für die Beteiligten mit weniger Kosten geklärt werden. Die Voraussetzungen für die Anerkennung solcher Schlichtungsstellen regelt das Gesetz. Für Videosharing-Plattformen mit Sitz in Deutschland soll eine behördliche Schlichtungsstelle geschaffen werden (§ 3f NetzDG). Das sieht die EU-Richtlinie für Audiovisuelle Mediendienste vor.
5. Einfachere Durchsetzung von Auskunftsansprüchen: Wer Ziel von Beleidigungen oder Bedrohungen wird, kann ab sofort Auskunftsansprüche gegenüber sozialen Netzwerken leichter gerichtlich durchsetzen. So wird das bisherige zweistufige Verfahren auf eine Entscheidung beschränkt, indem das Gericht, das über die Zulässigkeit der Herausgabe von Nutzerdaten entscheidet, zugleich auch die Herausgabe dieser Daten – wie des Namens eines Nutzers – anordnen kann.

Die Anwendbarkeit des NetzDG auf Videosharingplattform-Dienste regeln § 3d und § 3e NetzDG.
Das Bundesamt für Justiz überwacht die Einhaltung des NetzDG (§ 4a, § 4 Abs. 4 NetzDG).
Mit Wirkung zum 1. Februar 2022 wird ein Auskunftsanspruch für wissenschaftliche Forschungszwecke gegenüber Anbietern von sozialen Netzwerken eingeführt (§ 5a NetzDG).